# 瑞恩·尼尔森
瑞恩·威廉·尼尔森，ONZM（英語：Ryan William Nelsen，1977年10月18日—）是一名前新西蘭職業足球員，擔任中堅。

## 生平

### 球會
在基督城出生的尼爾遜在美職聯的華盛頓聯隊展開職業足球事業，在2005年1月以自由身加盟英超球會布力般流浪，效力長達7年，並長期擔任隊長。但自2011年4月膝傷後只曾為球隊上陣1場，於2012年2月2日被布力般流浪中止合約後免費加盟熱刺。
2012年6月18日尼爾遜以自由身轉會昆士柏流浪並簽一年合約，這次是尼爾遜與當時昆士柏流浪領隊馬克·曉士繼於布力般流浪期間第二次合作。
2013年1月8日，美職聯球隊多倫多宣佈尼爾遜為2013年球季新任領隊。多倫多希望尼爾遜於3月能上任領軍，但昆士柏流浪則希望其留至英超季末。相信問題到2013年1月底轉會窗關閉前能否有球員接替時才能解決。

### 國家隊
2008年8月，尼爾遜以超齡球員身份帶領新西蘭U23國家隊參加北京奧運，但因英超賽季在8月16日開始，布力般流浪要求尼爾遜歸隊準備，他僅為國家隊於北京奧運上陣了兩場。
2012年7月至8月期間，尼爾遜再次以超齡球員身份帶領新西蘭U23國家隊參加倫敦奧運。但於分組賽只能取得1和2負成績，無緣進入淘汰賽階段爭取獎牌。

## 外部連結
- 瑞恩·尼尔森 – FIFA國際賽競賽紀錄 (存檔)
- 足球数据库：尼爾遜的球员统计数据